# Флешфорвард
Флешфорвард (від англ. Flash — спалах, осяяння; forward — вперед) — окремий випадок пролепсису: оповідна техніка, що є складовою у відхиленні оповідання в майбутнє. Протилежний прийом (звернення до минулих подій) — флешбек.
При виникненні флешфорварду сюжетна лінія переривається і ми спостерігаємо дії, які відбуватимуться пізніше. Його використання обмежене в силу протиріччя з наративною логікою (передбачення майбутніх подій відноситься до області не реального, а інтуїтивно-містичного). Іноді для логічного пояснення флешфорвардів їх відносять до сновидінь персонажа.
Прийом флешфорварду був популярний в літературі модернізму і перших фільмах «Нового Голлівуду» — «Космічна одіссея» (1968), «Безтурботний їздець» (1969), «Загнаних коней пристрілюють, чи не так?» (1969). У фільмах «Злітна смуга» (1962) і «А тепер не дивись» (1973) флешфорвард грає сюжетотвірну роль.
У фільмі «Меланхолія» (2011) Ларса фон Трієра флешфорвард на самому початку є одночасно вступом та епілогом (такий прийом має схожість з флешбеком, не слід їх плутати). Цей художній хід ставить акцент на змісті (суті) картини, роблячи основну сюжетну лінію другорядною.
Флешфорварди нерідко використовуються в телесеріалах («Загублені», «Як я зустрів вашу маму», «Відчайдушні домогосподарки», «Пуститися берега» та ін.). В американському телесеріалі «Проблиски майбутнього» (оригінальна назва FlashForward) флешфорвард лежить в основі сюжету, а в серіалі «Як уникнути покарання за вбивство» флешфорварди використовуються у кожній серії як продовження основної лінії розвитку подій.